# Uia di Ciamarella
La Uia di Ciamarella (ou Grande Ciamarella, voire simplement Ciamarella) est un sommet des Alpes grées culminant à 3 676 mètres d'altitude.

## Toponymie
Le nom ouille (en italien uia), en francoprovençal, signifie « aiguille pointue ».

## Géographie
La montagne est située entièrement en Italie, la frontière française passant à environ 800 mètres à l'ouest du sommet, le long de la Petite Ciamarella. Du côté italien, elle domine les municipalités de Barmes et Groscavallo ; du côté français Bessans et Bonneval-sur-Arc.
C'est la plus haute montagne qui couronne les vallées de Lanzo. Au sommet de la montagne est placé un buste de saint Leonardo Murialdo qui l'a atteint en 1867.

## Ascension
L'accès assez facile par l'Italie est très populaire auprès des grimpeurs et les randonneurs. Il se fait depuis Pian della Mussa (it) (1 850 m) en amont du val d'Ala (it) et passe par le refuge Bartolomeo Gastaldi (it) (2 659 m) ; la partie la plus difficile est la traversée du glacier de la Ciamarella (à une altitude d'environ 3 100 m). Il est donc toujours nécessaire de chausser des crampons, à tout moment de l'année.
Depuis la France, l'ascension est plus difficile et a comme base le refuge des Évettes.